# 恐龙快打
，是由日本卡普空出品的一款街机游戏，改编自美国漫画《Xenozoic Tales》，于1993年4月发行。台灣地區參考日版原文標題命名為「恐龙新世纪」，中國大陸地區則稱為「恐龙快打」或「凯迪拉克与恐龙」。

## 游戏简介

### 剧情
故事改编自1986年的美国漫画《新侏罗纪神话》（Xenozoic Tales），讲述由于全球变暖，海平面上升，人类不得已躲入深埋地下的避难所（“Vault”）以求生存。到26世纪，地表恢复到适宜居住的状态，人类再次回到地面，发现恐龙因全球变暖和生态好转再次出现。人们对于恐龙的看法不一，一些人认为应该和恐龙和谐共存，另一些人则以猎杀或抓捕恐龙牟利。
主角杰克住在纽约，是坚定的‘人龙共存派’，他的爱好是收集和修复经典的20世纪美制‘凯迪拉克’系列轿车。由于石油的枯竭亦或是炼油技术的丧失，杰克必须使用恐龙提取液作为他车子的替代能源。杰克为了保护恐龙，常与恐龙猎人发生冲突。2513年，针对恐龙的盗猎活动突然猛增，杰克和他的朋友决定一查到底，发现其中有远比投机买卖更大的阴谋。
原来，疯狂科学家费森登（Fessenden）想通过基因工程，研究恐龙以获得征服世界的力量，他通过黑市交易购买恐龙就是为了获取实验样品。他不仅制造、控制恐龙，而且还研究如何将人和恐龙合体，制成攻击力超强的变异怪物。游戏的四个主角得知了博士的计划后，开着凯迪拉克轿车，一路奋战，打败了博士众多的手下，杀死已变异的邪恶博士，并触发位于纽约地下几十层，由原Vault改造而成的博士实验室爆炸自毁。

### 游戏方式
游戏中有四个角色，最多可以三个人同时进行游戏，玩家通过投币来选择角色，每个角色都有两条命。游戏总一共有八个关卡，每个关卡最后都有一个Boss（第七关有兩個，兩～三人通關會變三個），必須打败Boss才可以进入下一关。
游戏中的道具十分强大，所有的枪械都有弹药的理念（設有補充彈藥的彈匣），弹药用完只能作为一次性的投掷道具使用（M16突擊步槍和步槍的子彈用完能當棍棒使用）。遊戲中擁有暴擊的設定，玩家只要在戰鬥中受到敵人一定的傷害（被打到殘血狀態），就有可能觸發暴擊，以此增強攻击力，拿武器蓄力后伤害也是比直接攻击高，将近一管血，能有效率的打爆敵人。基本的操作方法可以说是街机《上尉密令》的升华版，同樣可以全方向冲刺与冲刺跳跃，冲刺时间很长，整体操作自由度高。还能举起油桶、木桶移动与投掷，不再仅是为得到其中的物品被砸破。與《吞食天地II 赤壁之戰》相比，遊戲中沒有梟首和斬斷，但能用手雷和炸藥將敵人炸碎成一堆肉塊和眼珠子（只要沒引爆，玩家可以再撿起來重新扔出去）。

## 人物简介
- 杰克·腾勒（Jack Tenrec）：身高182公分，体重78公斤，住在“City in the Sea”（海中城市，即部分被淹没的纽约曼哈顿）的机械师，身穿白上衣蓝裤子，擅长修复汽车，特别是美国凯迪拉克轿车。新世纪由于文明和科技的流失，精通机械技术的人员稀缺，往往成为重要人物，地位能和政客平起平坐。杰克信奉‘人兽通灵’，主张人类应该与恐龙和谐相处，他为了保护恐龙，往往不惜大打出手。因此，希望通过屠杀或役使恐龙的政客或帮派往往把杰克视为眼中钉，这也是游戏中矛盾的源头。在游戏中，其能力是所有角色中最平均，攻擊力僅次於麦斯，跑动中可以用滑铲脚踢敌人的小腿，有效对付正面冲撞攻击力高的敌人。
- 汉娜·丹迪（Hannah Dundee）：身高170公分，体重53公斤的女性科学家、冒险家，是从“Wasoon”（原著中暗示其为华盛顿特区的遗址）来曼哈顿“取经”的使者，后成为杰克的女友。长发披肩，身穿红上衣白裤子。游戏中作为女性，力量最低，但使用道具技巧高，拿小刀時能连续刺击，跑动中用膝盖攻击敌人腹部，属于技巧型角色。
- 穆斯塔法·开罗（Mustapha Cairo）：黑人男性，身高198公分，体重68公斤，也是机械工，杰克车间的助手和好友。全遊戲跑步速度最快，攻击距离最远。绝技是飞踢，因佩戴标志性的黄色帽子被玩家俗称“黄帽”，通常认为是综合能力最高和新手过关最易的角色，属于敏捷型角色。
- 麦斯·歐·布拉多维奇（Mess O'Bradovich）：身高205公分，体重97公斤的神秘巨汉，背景不明，身穿红上衣绿裤子，肌肉发达，力大无穷。雖然動作比其他角色略慢，不過擁有全遊戲中最高的攻擊力，攻击动作很有魄力。跑动中用飛身攻击，跳跃中可以用脚或拳头攻击敌人[3][4]。属于力量型角色。